# Katharina Henot

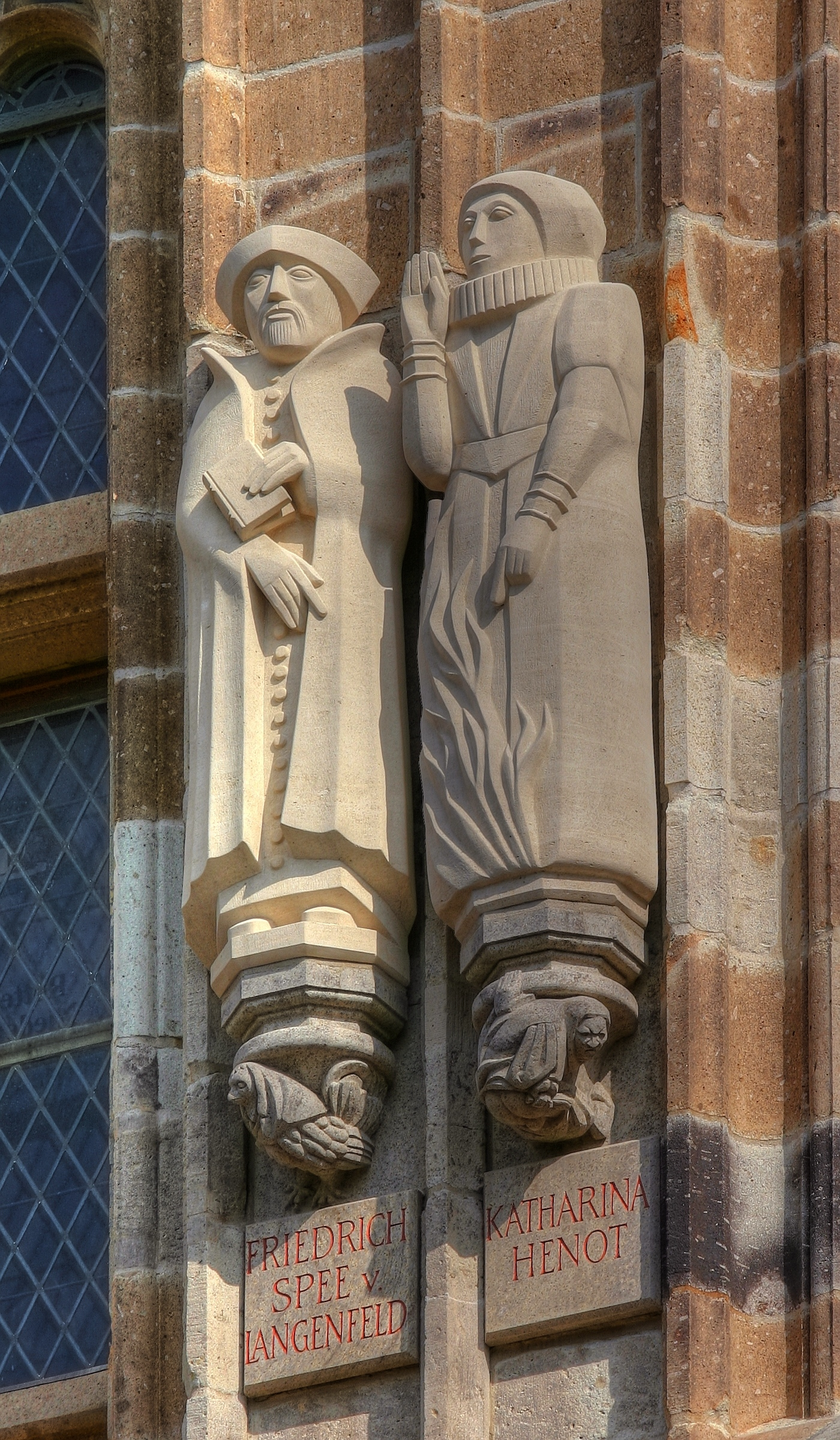
Estatuas de Friedrich Spee y Katharina Henot en la torre del ayuntamiento de Colonia

Katharina Henot o Henoth (1570-19 de mayo de 1627) fue una jefa de correos alemana denunciada por bruja y quemada viva durante los juicios por brujería en Colonia, Alemania. Es una de las víctimas mejor conocidas de la caza de brujas en el país, y el caso más relevante en Colonia. Fue también probablemente la primera mujer jefa de correos en Alemania.

## Biografía
Katharina Henot era una ciudadana respetable e influyente en Colonia, casada con Heinrich Neuden. Junto con su hermano, Harger Henot (1571–1637), había heredado la oficina postal de su padre Jacob y trabajó como quizás la primera mujer jefa de correos en Alemania. Mantenían un conflicto en la corte imperial con el conde Leonhard II von Taxis, quién deseaba crear una oficina central de correo.
De 1626 a 1631, se llevó a cabo un gran juicio de brujas en la ciudad de Colonia. En 1627, una monja en el convento de la ciudad se había "obsesionado". Los rumores apuntaban a Henot, y la comisión del arzobispo la arrestó a ella y su hermano en enero de 1627 y los acusó de haber causado varios casos de muerte y enfermedad en el convento mediante el uso de magia. Fue encarcelada y se le negó la libertad bajo fianza y protección.
Henot se negó a admitir nada, incluso después de resultar gravemente herida y enferma por la tortura. A pesar de esto, fue juzgada culpable y sentenciada a ser quemada viva por brujería. Su hermano  Harger (o Hartgier) Henot intentó liberarla apelando directamente a la corte imperial, pero no tuvo éxito. El juicio en su contra se considera jurídicamente incorrecto incluso según la ley de la época. Las investigaciones modernas han establecido la opinión de que Henot fue víctima de una conspiración de las autoridades de la ciudad. Su hermano intentó limpiar su nombre después de su ejecución, pero en 1629, él mismo fue señalado como brujo por Christina Plum, otra de las víctimas de los juicios de brujas en Colonia. Fue arrestado en 1631 junto a varios ciudadanos influyentes más, pero los juicios se interrumpieron poco después.
El Ayuntamiento de Colonia emitió una resolución el 28 de junio de 2012 para exonerar a Katharina Henot y las otras víctimas de la persecución de brujas en la ciudad en el siglo XVII.